# XMIX
XMIX is een Nederlands jeugdtelevisieprogramma, gemaakt voor en van 8 juli 2009 tot 17 november 2010 uitgezonden door de EO. De serie gaat over een trio videogame-superhelden, Xena, Exel en Dax, die politiezaken oplossen in plaats van een Nederlandse agent. In Vlaanderen wordt de reeks sinds december 2010 uitgezonden door Ketnet.

## Plot
In het begin van de uitzending krijgt agent Anton een opdracht van de brigadier. Maar dan opeens belt zijn vrouw Loes, die ook een opdracht voor hem heeft. Daarom schakelt hij de hulp van XMIX in om het probleem van de brigadier op te lossen.

## Rolverdeling

### Hoofdrollen
| Personage | Acteur/actrice  |
| --------- | --------------- |
| Xena      | Anita Nederlof  |
| Exel      | Vincent Klaiber |
| Dax       | Carlo Kip       |
| Anton     | Jeroen de Boer  |
| Brigadier | Ad van Kempen   |

### Gastrollen
| Personage           | Acteur/actrice            | Aflevering titel                         | Seizoen | Aflevering |
| ------------------- | ------------------------- | ---------------------------------------- | ------- | ---------- |
| Luciano             | Remco Koning              | Het datingbureau                         | 1       | 1          |
| Tandarts            | Fred van Kaam             | De suikerzoete tandarts                  | 1       | 4          |
| Trofeeëndief        | Roel Goudsmit             | De trofeeëndief                          | 1       | 6          |
| Jonkheer            | Joep Sertons              | Het verdwenen dochtertje van de jonkheer | 1       | 7          |
| Groenteboer         | Gertjan Pasveer           | De rijke badmeester                      | 1       | 8          |
| Omroeper            | Erik van Trommel          | Het verdwenen paard                      | 1       | 9          |
| Ruiter              | Marijn Klaver             | Het verdwenen paard                      | 1       | 9          |
| Barones             | Hanneke Riemer            | De parels van de barones                 | 1       | 10         |
| Graaf Roderick      | Hugo Maerten              | De parels van de barones                 | 1       | 10         |
| Dierenverzorger     | Marcel Romeijn            | De gestolen papegaai                     | 1       | 11         |
| Vanzijl             | Jeroen Biegstraaten       | De museummummie                          | 1       | 12         |
| Hondendief          | Ramón Hopman              | De hondenwedstrijd                       | 2       | 1          |
| Bestolen dame       | Celia van den Boogert     | De kettingen                             | 2       | 2          |
| Lidia               | Monique Schutz            | De kettingen                             | 2       | 2          |
| Kapster             | Claartje van Swaaij       | De kettingen                             | 2       | 2          |
| Juffrouw            | Marieke Saan              | De geluidspuiter                         | 2       | 3          |
| Boekenwurm          | Ben Abelsma               | De geluidspuiter                         | 2       | 3          |
| Voorbijganger       | Armin Scheuten            | De geiten                                | 2       | 4          |
| Postbode            | Mark van Haasteren        | De geiten                                | 2       | 4          |
| Bouwvakker          | Richard de Maaré          | De beelden                               | 2       | 6          |
| Henry de Kunstenaar | Maarten Brorens           | De beelden                               | 2       | 6          |
| Dierenverzorger     | Pepijn van Halderen       | De eieren                                | 2       | 9          |
| Bruid               | Marjolijn van der Bruggen | De bruidsjurk                            | 2       | 10         |

### Crew
- Dramaregie: Jan van den Nieuwenhuijzen
- Producenten: Erik van Trommel en Gert-Jan van den Ende
- Eindredactie EO: Robert Fortuijn
- Scenario: Tijs van Marle en Erik van Trommel
- Liedjes: Gert-Jan van den Ende

## Afleveringen

### Seizoen 1 (2009)
| Aflevering (seizoen) | Aflevering (serie) | Titel                                    | Uitzenddatum      |
| -------------------- | ------------------ | ---------------------------------------- | ----------------- |
| 1                    | 1                  | Het datingburo                           | 8 juli 2009       |
| 2                    | 2                  | Het gestolen schilderij                  | 15 juli 2009      |
| 3                    | 3                  | De ontvoering                            | 22 juli 2009      |
| 4                    | 4                  | De suikerzoete tandarts                  | 29 juli 2009      |
| 5                    | 5                  | De grote verdwijntruc                    | 5 augustus 2009   |
| 6                    | 6                  | De trofeeëndief                          | 12 augustus 2009  |
| 7                    | 7                  | Het verdwenen dochtertje van de jonkheer | 19 augustus 2009  |
| 8                    | 8                  | De rijke badmeester                      | 26 augustus 2009  |
| 9                    | 9                  | Het verdwenen paard                      | 2 september 2009  |
| 10                   | 10                 | De parels van de barones                 | 9 september 2009  |
| 11                   | 11                 | De gestolen papegaai                     | 16 september 2009 |
| 12                   | 12                 | De museummummie                          | 23 september 2009 |
| 13                   | 13                 | Het groene water mysterie                | 30 september 2009 |

### Seizoen 2 (2010)
| Aflevering (seizoen) | Aflevering (serie) | Titel              | Uitzenddatum      |
| -------------------- | ------------------ | ------------------ | ----------------- |
| 1                    | 14                 | De hondenwedstrijd | 8 september 2010  |
| 2                    | 15                 | De kettingen       | 15 september 2010 |
| 3                    | 16                 | De geluidspuiter   | 22 september 2010 |
| 4                    | 17                 | De geiten          | 29 september 2010 |
| 5                    | 18                 | Het vieze fruit    | 6 oktober 2010    |
| 6                    | 19                 | De beelden         | 13 oktober 2010   |
| 7                    | 20                 | De goochelaar      | 27 oktober 2010   |
| 8                    | 21                 | De zeehonden       | 2 november 2010   |
| 9                    | 22                 | De eieren          | 10 november 2010  |
| 10                   | 23                 | De bruidsjurk      | 17 november 2010  |
| 11                   |                    | *Valsmunterij      | ?                 |